# Gian Gaspare Nessi
Gian Gaspare Nessi (* 11. Mai 1800 in Locarno; † 29. Oktober 1856 ebenda) war ein Schweizer Rechtsanwalt, Politiker, Tessiner Grossrat und Staatsrat.

## Leben
Gian Gaspare Nessi wurde als Sohn von Gaspare, stellvertretender Vogteischreiber, geboren. Er heiratete Maria Bustelli. Er war Rechtsanwalt und Notar und einer der Führer der gemässigten Partei, Abgeordneter des Tessiner Grossrates von 1830 bis 1839 sowie dort dreimal Präsident. In den Jahren 1832, 1835 und 1838 war er Tagsatzungsgesandter und Gemeindepräsident von Locarno von 1831 bis 1839. Im Mai 1839 in den Staatsrat gewählt, wurde er im Dezember nach der radikalen Revolution seines Amtes enthoben und in Abwesenheit zu drei Jahren Zwangsarbeit und Verbannung aus dem öffentlichen Dienst bis zur Amnestie 1850 verurteilt.
Er flüchtete nach Masnago (Gemeinde Varese), wo er sich dem Studium der antiken und mittelalterlichen Geschichte widmete und Aufsätze zur Lokalgeschichte schrieb, darunter die Memorie storiche di Locarno (1854, 1985 mit einem Vorwort von Virgilio Gilardoni neu aufgelegt). Er war Mitglied der Società elvetica di scienze naturali und verschiedener italienischer wissenschaftlicher Vereinigungen.

## Schriften
- Memorie Storiche Di Locarno Fino Al 1660. Tipografia Rusca, Locarno 1854.